# یانوش خابیور
یانوش خابیور (لهستانی: Janusz Chabior؛ ‏ ۱۷ فوریه ۱۹۶۳) بازیگر اهل لهستان است.
از فیلم‌ها یا مجموعه‌های تلویزیونی که وی در آن‌ها نقش داشته‌است، می‌توان به همه چیز درست خواهد شد، مسکوی کوچک، فرصت دوباره، خبرچینان – پدران و دختران، خبرچینان، فوریوزا، سرپیشخدمت، سیاست، هانس کلوس، قماری بالاتر از زندگی، گولچاک، نظرت چیه؟، جنگ‌های پنهان، بوتاکس،پیت‌بول (فیلم)، پیت‌بول (سریال تلویزیونی)، صفر، جهان به روایت خانواده کیپسکی، اجاره‌نشین‌ها، کورشده از نور، قرارداد، وُلین، اداره ترافیک، پزشکان، کمیسر آلکس، دهن‌به‌دهن، رز کوچک، لالایی، پدر متیو، در خیابان سپولنی، نشانه‌گذاری‌شده، لندنی‌ها، دوران افتخار، کارآگاهان جنایی، درخت سحرآمیز، در خوشی و سختی، موج جرم و جنایت، تقارن، جادوگر (مجموعه تلویزیونی)، جادوگر (فیلم) و شخصیت اشاره نمود.